# Тандерберд Беј (Тексас)
Тандерберд Беј (енгл. Thunderbird Bay) насељено је место без административног статуса у америчкој савезној држави Тексас.

## Демографија
По попису из 2010. године број становника је 663.
| Група             | 2000.    | 2010.       |
| Белци             | 0 (0,0%) | 607 (91,6%) |
| Афроамериканци    | 0 (0,0%) | 5 (0,8%)    |
| Азијати           | 0 (0,0%) | 3 (0,5%)    |
| Хиспаноамериканци | 0 (0,0%) | 28 (4,2%)   |
| Укупно            | 0        | 663         |